# Walenty Berrio-Ochoa
Walenty Berrio-Ochoa, hiszp. Valentín Faustino de Berrio-Ochoa y Aristi, wiet. Ðức Cha Vinh (ur. 14 lutego 1827 w Elorrio, w prowincji Biscay w Hiszpanii, zm. 1 listopada 1861 w Hải Dương w Wietnamie) – dominikanin, misjonarz, biskup tytularny, męczennik, święty Kościoła katolickiego.

## Życiorys
Pochodził z pobożnej, chociaż biednej rodziny, a jego ojciec produkował meble dla dominikanów. Walenty był ministrantem, a w wolnym czasie słuchał opowieści dominikanów o misjach i już jako 12-latek chciał zostać dominikaninem i jechać na misje do Wietnamu. Poważną przeszkodą było jednak ubóstwo jego rodziny. W kolejnych latach pomagał ojcu w pracy stolarskiej i uczył się łaciny.
W wieku 18 lat rozpoczął naukę w seminarium duchownym w Logroño i tam też przyjął święcenia kapłańskie 14 czerwca 1851 r. Po dwóch latach pracy w wyższym seminarium wstąpił do zakonu dominikanów w Ocaña. Następnie wyjechał na misje na Filipiny. Do Manili dotarł 17 czerwca 1857 r., a stamtąd udał się do Wietnamu, gdzie przybył 30 marca 1858 r. W tym czasie w Wietnamie trwały prześladowania chrześcijan, przez co już od chwili przybycia musiał się ukrywać. Biskup Józef Sampedro w obawie o przyszłość diecezji korzystając z nadanego mu wcześniej przywileju, mianował go swoim następcą. W 1858 r. został tytularnym biskupem. Msza z tej okazji była celebrowana potajemnie w nocy z 13 na 14 czerwca 1858 r. Mitra dla niego została zrobiona z grubego papieru, a pastorał z bambusa z końcem owiniętym słomą i okręconym pomalowanym na złoto papierem. Podczas prześladowań biskup został aresztowany 25 października 1861. Stracono go razem z biskupem Hieronimem Hermosilla i księdzem Piotrem Almato.

## Kult
Walenty został beatyfikowany 20 maja 1906 przez papieża Piusa X, a kanonizowany przez Jana Pawła II 19 czerwca 1988 roku w grupie 117 męczenników wietnamskich (znanych jako Andrzej Trần An Dũng i Towarzysze).
Jego wspomnienie liturgiczne obchodzone jest 24 listopada w grupie 117 męczenników wietnamskich.